# Guy Schlesser
Guy Schlesser, né à Neuilly-sur-Seine le 15 mars 1896 et mort à Paris le 14 février 1970, est un général français.

## Biographie
Guy Schlesser intègre l'École spéciale militaire de Saint-Cyr en 1914 et participe à la Première Guerre mondiale, qu'il termine avec le grade de capitaine et décoré de la Légion d'honneur.
Affecté aux Services spéciaux de l'Armée en 1936, il devient le chef du Service de centralisation du renseignement (SCR), avec comme adjoint le capitaine Paul Paillole.
Il combat durant la Campagne de France à la tête du 31e régiment de dragons. Blessé et fait prisonnier, il réussit à s'évader et prend le commandement du 2e régiment de dragons, avant de rejoindre l'Afrique du Nord avec plusieurs de ses officiers.
Passé sous les ordres du général de Lattre, il se distingue à Autun puis dans les prises de Belfort et de Colmar. Il devient commandant de la 5e division blindée en avril 1945.
En 1946, il devient commandant de l'École spéciale militaire de Saint-Cyr, puis de la Division territoriale d'Alger et à nouveau de la 5e division blindée (1948-1950).
Chef de cabinet du ministre de la Défense nationale Jules Moch, il devient commandant du 1er corps d'armée en 1951.
Il est nommé membre du Conseil supérieur de la guerre en 1955.

## Décorations
- Grand officier de la Légion d'honneur (décret du 27 octobre 1948)
- Croix de guerre 1914–1918
- Croix de guerre 1939–1945
- Médaille de la Résistance française avec rosette (24 avril 1946)[2]